# مقطع تفريز

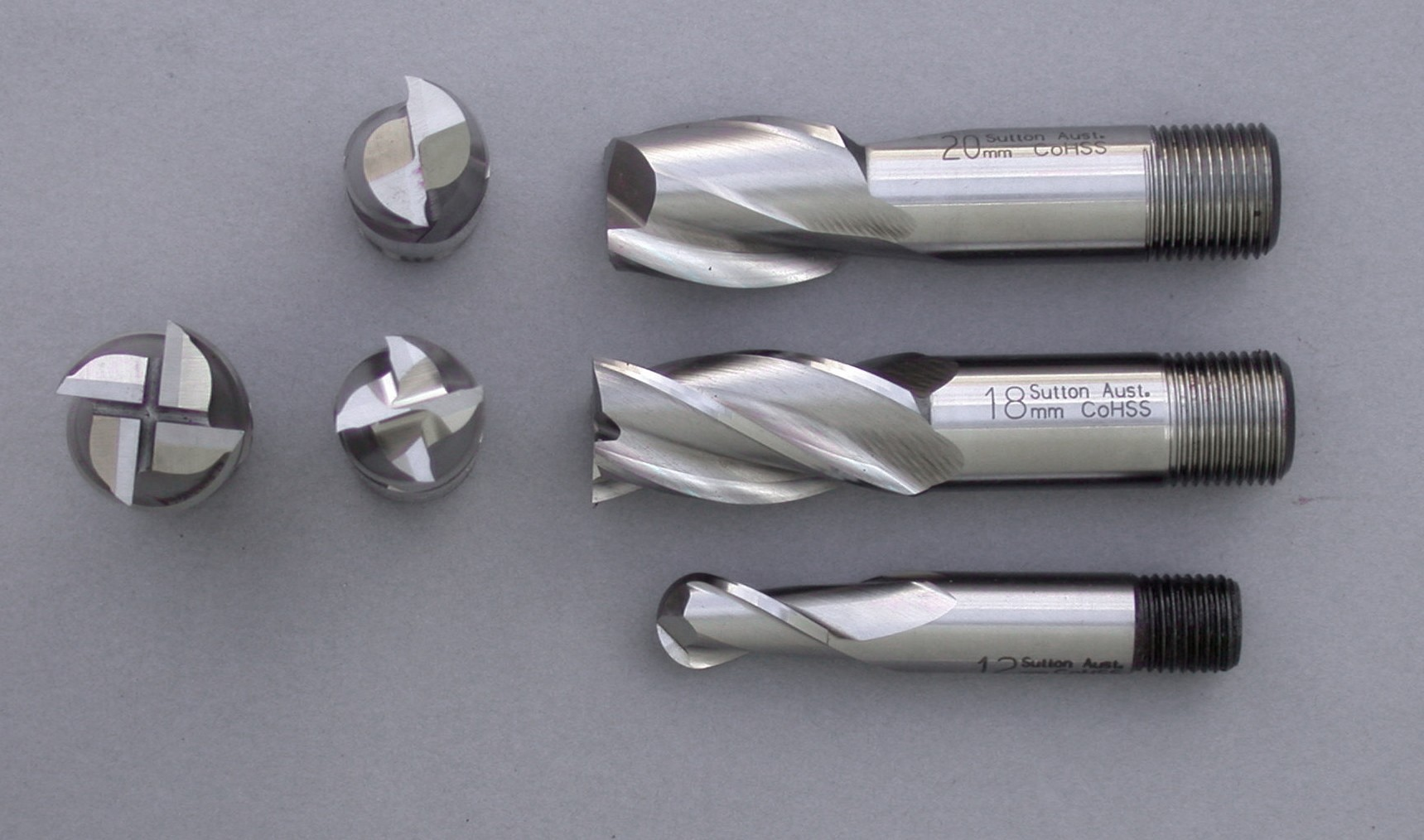
مقاطع تفريز

مقطع تفريز  هو أداة قطع تستخدم في آلات التفريز من أجل القيام بعمليات قطع وتشغيل المعادن.
ينبغي أن تتوفر الصفات الميكانيكية اللازم توفرها في مواد أدوات القطع من الصلادة والمتانة ومقومة الاهتراء للحصول على نتائج جيدة أثناء التفريز.